# Командна гонка переслідування

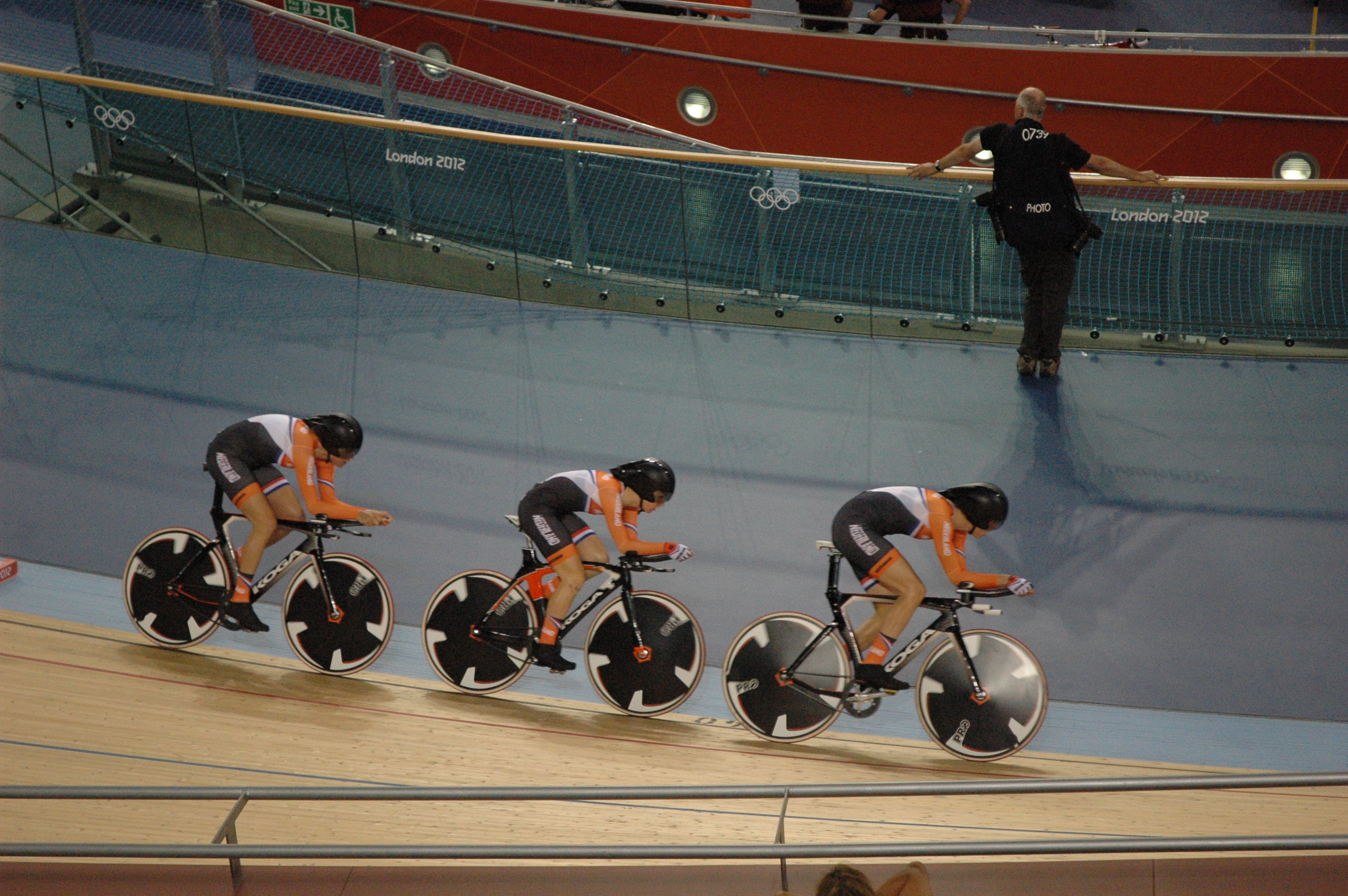
Hідерландська команда в гонці переслідування на Олімпійських іграх 2012 року

Командна гонка переслідування — вид велотрекової гонки, схожий з індивідуальною гонкою переслідування, за винятком того, що в ній беруть участь дві команди по чотири гонщика. Старт відбувається з протилежних сторін велотреку.
Чоловіки змагаються на дистанції 4000 метрів (16 кіл на 250-метровому велотреку в команді з чотирьох осіб). Жінки — 3000 метрів в команді з трьох осіб.
Як і в індивідуальній гонці переслідування, головною метою є проходження дистанції за найменший час. Гонщики в команді йдуть щільно один за одним, тим самим зменшуючи загальний опір повітря. Періодично відбувається зміна лідера команди — провідний гонщик (на якого припадає основна хвиля опору) піднімається на віражі пропускаючи наступних за ним членів команди і стає слідом за ними. Фініш визначається по третьому гонщику.